# Shervin Hajipour
Shervin Hajipour (en persan : شروین حاجی پور), né le 30 mars 1997 (1376 SH), est un chanteur iranien, rendu célèbre par sa chanson Baraye... («Pour... » ou « À cause de... »), devenue l'hymne des manifestants qui se sont révoltés après la mort de Mahsa Amini en 2022 (1401 SH). Les paroles reprennent les revendications de manifestants publiées sur Twitter. Arrêté le 29 septembre, deux jours après la publication de la chanson, il a été libéré quelques jours plus tard. La chanson obtient un Grammy Award le 5 février 2023 à Los Angeles.En mars 2024, il est finalement condamné à 3 ans et 8 mois de prison, une peine réduite de moitié en appel.

## Biographie
Shervin Hajipour a commencé par étudier l'économie à l'Université de Mazandaran (en). Il s'est initié à la musique dès l'âge de huit ans dans un cours de violon. Au lycée, il commence à composer de manière professionnelle. À l'université, il compose pour des représentations théâtrales.
À 22 ans, il participe à la compétition musicale télévisée New Era (en), avec la chanson شاید بهشت (« Peut-être le paradis »). Le directeur artistique du programme dira plus tard que l'Islamic Republic of Iran Broadcasting (« Radio-télévision de la République islamique d’Iran ») s'est inquiété qu'il ne causât des problèmes plus tard.
Shervin Hajipour est classé comme chanteur de hip-hop et rhythm and blues. Il a repris la chanson پرتقال من (« Mes oranges ») de Marjan Farsad (fa). Il a publié plusieurs singles, dont Telephone, Ba’de Ma et Zakhm (« blessure »), mais pas d'albums. Il n'a jamais donné de concert. Il faut dire que la musique en Iran est fortement encadrée par le régime. Seuls les artistes agréés par le ministère de la culture sont autorisés à se produire en public.

### Baraye...
Au cours des manifestations de 2022 en Iran, il publie la chanson Baraye..., en réaction à la mort de  Mahsa Amini. Les paroles reprennent des tweets qui commencent par baraye... ( «pour... », en persan) et expriment les revendications des manifestants. La chanson devient rapidement virale : elle est écoutée plus de 40 millions de fois en deux jours sur Instagram. Elle est devenue l'un des symboles des manifestations de 1401 (2022). Le sujet principal est la solidarité avec les manifestantes, exprimée par le slogan « Femmes, vie, liberté. »
La chanson obtient, aux Grammy Awards 2023, le prix de la meilleure chanson pour un changement de société.
Dans une autre chanson, For the smiling faces, le chanteur évoque le fait que les Iraniens sont obligés de masquer leur identité réelle sur Twitter.

### Arrestation
Le 29 septembre 2022, Shervin Hajipour est arrêté par les Gardiens de la révolution islamique à cause de sa chanson. Il est obligé de la retirer des plate-formes de partage en ligne. L'agence Tasnim News Agency, affiliée au Corps des Gardiens de la révolution islamique, publie une version censurée du clip vidéo.
Le 4 octobre, il est libéré sous caution « afin que son cas suive la voie judiciaire », a déclaré son avocat. Le chanteur a déclaré vouloir prendre ses distances avec la vie politique, mais ses admirateurs soupçonnent que ce ravisement a été obtenu sous la contrainte.
Pendant sa détention, de nombreux abonnés des réseaux sociaux ont entrepris de le faire nominer pour le Grammy Award dans la nouvelle catégorie de la meilleure chanson pour le changement social. Il obtient cette récompense le dimanche 5 février 2023 des mains de la First Lady, Jill Biden.
Il est désigné par le Time comme l'une des cent personnalités les plus influentes en 2023.
Le 1er mars 2024, Shervin Hajipour est condamné par la justice iranienne, à quatre ans de prison et condamné à écrire de la musique anti-américaine.  En août, les autorités iraniennes indiquent que sa peine a été réduite de moitié en appel.

### Réactions
- Roger Waters a écrit dans un tweet: « Hey Ayatollah, leave the children alone! », référence à la chanson « Hey Ayatollah Leave Those Kids Alone » de 2010 par le groupe rock britannique Blurred Vision (en), lui-même inspiré par la fameuse chanson des Pink Floyd Another Brick in the Wall (1979)[14].
- Mohammad Esfahani (en), chanteur de musique pop et traditionnelle, a réagi à cette arrestation sur son compte Instagram, citant Shervin un ami qu'il a rencontré lors des concours New Age et a déclaré : « Shervin est un jeune homme incroyablement talentueux, innocent, timide et émotif[3]. »
- Le chanteur turc Murat Boz a publié la vidéo de la chanson "Baraye..." sur sa page Instagram avec en légende : « On dit que Shervin a été arrêté pour avoir écrit une chanson sur la liberté des gens en Iran. Incroyable. J'espère qu'il n'arrivera rien de mal à mon collègue pendant sa détention et qu'il va être libéré immédiatement "I hope that nothing bad will happen to my colleague during his detention and that he will be released immediately[15]. »
- L'analyste politique irano-américain Karim Sadjadpour (en) a dit : « No matter what happens to the protests it's worth noting the most viral song in Iran's history, likely to be remembered for decades to come, isn't about resistance to America or Israel or anywhere else. It's a song about Iranian dreams for a normal life[16]. » (Quel que soit le destin des protestations, il est remarquable que la chanson la plus virale de l'histoire de l'Iran, dont on se souviendra sans doute dans des décennies, ne porte pas sur la résistance aux États-Unis ou à Israël. C'est une chanson sur le rêve des Iraniens d'une vie normale)